# Demerara-Mahaica
 (septembre 2019).
Si vous disposez d'ouvrages ou d'articles de référence ou si vous connaissez des sites web de qualité traitant du thème abordé ici, merci de compléter l'article en donnant les références utiles à sa vérifiabilité et en les liant à la section « Notes et références ».

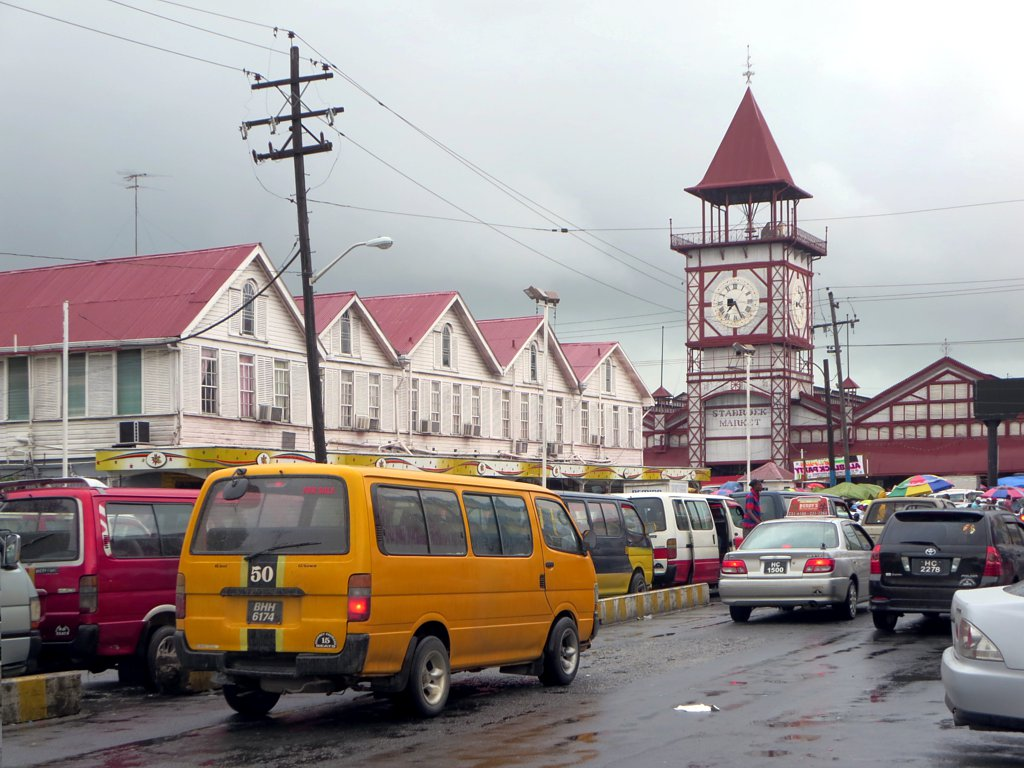
Marché de Georgetown

Demerara-Mahaica (région 4) est l'une des régions du Guyana. Elle est située au bord de l'Océan Atlantique dans le nord-ouest du pays et est bordée à l'est par la région de Mahaica-Berbice, celle de Haut-Demerara-Berbice au sud et celle des Îles d'Essequibo-Demerara occidental à l'ouest.
La plus importante ville du Demerara-Mahaica est Georgetown, qui est aussi la capitale du pays. Les autres localités importantes sont Buxton, Enmore, Victoria et Paradise. La région comporte 310 320 habitants.